# 민간숲쥐
민간숲쥐(Apomys minganensis)는 쥐과에 속하는 설치류의 일종이다. 필리핀 루손섬의 토착종이다.

## 특징
작은 설치류로 꼬리 길이 116~138mm를 포함하여 전체 몸길이가 246~279mm이다. 발 길이는 31~35mm, 귀 길이는 18~19mm, 몸무게는 최대 92g이다. 등 쪽은 바탕은 회색이고 털 끝은 녹빛을 띠는 짙은 갈색 털이 덮여 있는 반면에 배 쪽은 황토색을 띤다. 다리 뒤 쪽은 짙은 갈색이다. 꼬리 길이는 머리부터 몸까지 길이보다 약간 짧고, 꼬리에 작고 검은 털이 약간 나 있다. 꼬리 윗면은 짙은 갈색이고 아랫면은 희며, 꼬리 끝이 흴 때도 있다.

## 생태
육상성, 야행성 동물이다. 먹이는 부드러운 몸을 가진 벌레와 작은 무척추동물이다.

## 분포 및 서식지
필리핀 루손섬 북동부 지역 민간 산맥의 토착종이다. 해발 1,540~1785m의 이끼 숲과 산악 지대 숲에서 서식한다.